# Вірус Норуолк
Вірус Норуо́лк або вірус Норфолк (англ. Norwalk virus) — вид РНК-вмісних вірусів  із родини каліцивірусів (Caliciviridae), єдиний серед норовірусів (Norovirus).
Цей вірус є причиною норовірусної інфекції, яка складає приблизно 90 % випадків ураження шлунково-кишкового тракту небактеріальної природи у світі, а у США відповідає за виникнення гострого гастроентериту в 50 %. Вірусом Норуолк можуть заразитися люди будь-якого віку. Він передається фекально-оральним механізмом передачі інфекції під час прямого контакту з хворим і, рідше, через вживання інфікованих продуктів харчування або води. Часто в побуті абсолютно безпідставно норовірусну інфекцію називають кишковим або шлунковим грипом.
У людини, яка перехворіла, імунітет має тимчасовий характер. Існує вроджена нестійкість до цієї хвороби, люди, що мають першу групу крові, хворіють частіше, а люди з третьою і четвертою групами крові більш стійкі до вірусу.
Спалахи хвороб, які породжує вірус Норуолк, найчастіше виникають у закритих або в напівзакритих закладах. Це — лікувальні заклади для хронічно хворих людей, лікарні, виправні заклади, гуртожитки та круїзні лайнери, де вірус з'явився хоча б одного разу, хвороба поширюється дуже швидко від людини до людини через інфіковану їжу. У багатьох випадках норовірус передавався через їжу, варто було лише одній інфікованій людині до неї доторкнутися.
Вірус Норуолк можна швидко деактивувати шляхом нагрівання або під час обробки хлоровмісними дезинфікуючими засобами, він більш стійкий до обробки спиртом і детергентами через те, що його часточки не мають ліпідної оболонки.
Розрізняють кілька геногруп вірусу Норуолк. Ті, що інфікують людину, класифіковані у геногрупи GI та GII.

## Історія
Вид із моменту реєстрації називають Norwalk virus за місцевістю Норуолк (штат Огайо), де у листопаді 1968 року був зареєстрований спалах гострого гастроентериту серед учнів однієї із початкових шкіл. У 1972 році при проведенні імунноелектронної мікроскопії заморожених тоді проб фекалій було виявлено вірус, який отримав назву Норуолк. Із того часу були зареєстровані численні випадки захворювання із подібними симптомами. Клонування і секвенування генома вірусів Норуолк показало, що вони мають таку ж геномну організацію, як і у вірусів родини Caliciviridae. Назву роду Norovirus було затверджено Міжнародним комітетом із таксономії вірусів у 2002 році.
Захворювання, яке спричинюють віруси Норуолк, відносять до вірусних гастроентеритів. Переважають вони в осінньо-зимовий період. Вірусні гастроентерити відомі в народі під хибною назвою «шлунковий грип».
Для позначення вірусу використовували інші назви: SRSVs (дрібні круглі віруси), вірус типу Саппоро (Sapporo) і типу Снігових гір (Snow Mountain).

## Клінічні ознаки
Інкубаційний період триває від 10 до 72 годин, у більшості випадках прояви з'являються через 1-2 доби від зараження. Це, як правило самовиліковне захворювання, ознаками якого є нудота , блювання, діарея, а також біль у черевній порожнині, у деяких випадках втрата смакових відчуттів. У дітей у клінічному перебігу домінує блювання, у дорослих — діарея. Може спостерігатися сонливість, в'ялість, міалгії і невисока гарячка. Нездужання може тривати кілька днів і, якщо ігнорувати і не боротися із наслідком хвороби — зневодненням організму, то це може призвести до смерті. До груп ризику належать діти, люди похилого віку і пацієнти, що мають ослаблену імунну систему. Норовірус, потрапивши до організму людини, реплікується у тонкій кишці.

## Діагностика
Зазвичай норовірус діагностують за допомогою полімеразної ланцюгової реакції (ПЛР) у реальному часі, що дає результат уже через кілька годин. Дані аналізів достатньо чутливі й можуть визначати концентрацію до 10 вірусних часток.
Такі тести як імуноферментний аналіз (ІФА) із використанням антитіл проти різних штамів норовірусу доступні на комерційній основі, але вони мають недостатню точність і чутливість.
Наразі в діагностичному арсеналі є експрес-тест на основі імуногістохімічного методу, що дає можливість підтвердити наявність норуолк-вірусної хвооби вже за 10-15 хвилин.

## Профілактика та інфекційний контроль
Миття рук залишається одним із найбільш ефективних засобів із метою попередження поширення норовірусу. Він може потрапити у повітря під час блювання хворим. Усі поверхні у місцях, де може бути норовірус, бажано продезинфікувати.
Із метою профілактики хвороби, яка може виникнути, у медичних закладах проводять ряд заходів, у тому числі, й щоденне вологе прибирання. Там, де розпилення хлоровмісних сполук негативно впливає на медичну техніку, застосовують NAV-CO2 системи.
Компанія Ligocyte займалася розробкою вакцини, але перша фаза клінічних випробувань закінчилася невдало.

## Зараження через їжу
Віруси Норуолк передаються при прямому контакті з хворим або опосередковано через забруднені воду та їжу. У доповіді Центру контролю захворювань у США (CDC), об'єктами дослідження якого стали 11 спалахів у штаті Нью-Йорк, було зазначено, що у 7 спалахах спосіб передачі був від людини до людини, у 2 спалахах — харчового походження, 1 спалах — передача йшла через воду і причина ще одного невідома. Інфікована вода потрапляє в організм людини кількома шляхами — це може бути водопровідна вода, вода з колодязя, відкритих водойм, басейнів та вода з автоматів із кубиками льоду.
Морепродукти та інгредієнти салатів — їжа, яка найчастіше спричинює спалахи норуолк-вірусної хвороби. Уживання сирих або погано термічно оброблених молюсків та устриць також є великим ризиком інфікування цим вірусом. Інші продукти харчування можуть бути заражені від хворого під час приготування ним страв.

## Захворюваність
У США за кількістю зареєстрованих звернень вірусний гастроентерит поступається тільки застуді. Хоча причиною даного захворювання можуть бути дуже багато різних вірусів, проте вважається, що близько 1/3 випадків збудником захворювання у немовлят від 6 до 24 місяців були віруси Норуолк. У розвинених країнах відсоток дітей, у яких є антитіла проти вірусу в ранньому віці, дуже високий. У США відсоток із часом поступово збільшується і досягає відмітки 50 % серед населення від 18 років. Але постінфекційний імунітет короткий і не запобігає повторному зараженню.

## Клінічний перебіг хвороби і ускладнення
Вірус Норуолк спричинює гострий гастроентерит. Інкубаційний період триває від 24 до 48 годин частіше 33-36 годин. Захворювання триває 24-60 годин. Ускладнення спостерігають рідко. . За оцінками спеціалістів щороку в США близько 300 дітей помирають внаслідок цієї хвороби.

## Виявлення у продуктах харчування
Стандартні дослідження щодо виявлення вірусу Норуолк у їстівних молюсках та устрицях за результатами полімеразної ланцюгової реакції (ПЛР) зі зворотною транскриптазою проводяться державними лабораторіями такими як FDA (комісія із контролю за ліками) у США. .

## Класифікація

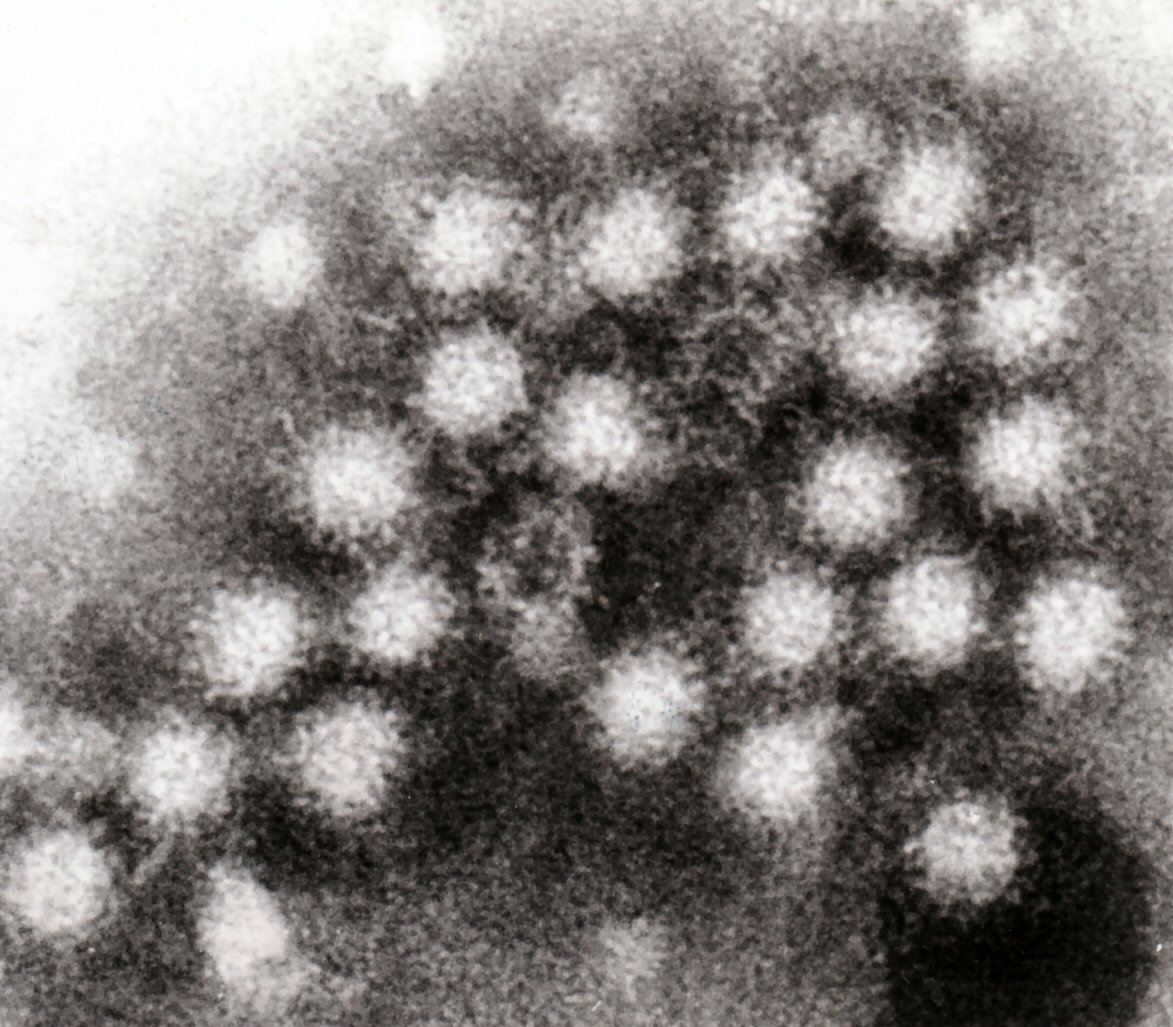
Фотографія часток вірусу Норуолк у фекаліях, отримана за допомогою трансмісійного мікроскопа

Вірус Норуолк — немає зовнішньої оболонки, належить до родини Caliciviridae, геном яких представлений одноланцюговим РНК. Розрізняють кілька генетичних груп. За таксономією вірусів рід норовірусів має один різновид — вірус Норуолк (Norwalk virus), скорочено «NV». Серотипи, штами та ізоляти включають:
- вірус Пустелі Шилд (Desert Shield virus) [U04469] (Hu/NLV/DSV395/1990/SR)
- вірус Лордсдейл (Lordsdale virus) [X86557] (Hu/NLV/LD/1993/UK)
- вірус Мексико (Mexico virus)[U22498] (Hu/NLV/MX/1989/MX)
- вірус Норуолк (Norwalk virus) [M87661] (Hu/NLV/NV/1968/US)
- вірус Гаваї (Hawaii virus) [U07611] (Hu/NLV/HV/1971/US)
- вірус Снігових гір (Snow Mountain virus)[L23831] (Hu/NLV/SMV/1976/US)
- вірус Саут-хемптон (Southampton virus) [L07418] (Hu/NLV/SHV/1991/UK)

Норовіруси вкрай вірулентні та патогенні, вже 10 вірусних часток здатні спричинити хворобу.
Норовіруси розділяють на кілька геногруп (GI, GII, GIII, GIV і GV): геногрупа I (GI) включає вірус Норуолк, вірус Пустелі Шилд і вірус Саут-Гемптон, геногрупа II (GII) — вірус Бристоль, вірус Лордсдейл, вірус Торонто, вірус Мексико, вірус Гаваї та вірус Снігових гір.
Геногрупи I, II та IV спричинюють хвороби у людини, а геногрупа ІІІ інфікує велику рогату худобу. Геногрупа V недавно була виявлена у мишей.
Норовіруси геногрупи II, генотип 4 ( GII4) є причиною більшості спалахів гастроентериту у дорослих . Недавні зразки містять US95/96-US-штам, який має відношення до глобальних спалахів середини і кінця 1990-х, вірус Фармінгтон Хіллс (Farmington Hills) асоціюється із спалахами у Європі та США у 2002 році, а вірус Хантер (Hunter virus) — зі спалахами у Європі, Японії, Австралії та Азії у 2004 році. У 2006 році спостерігалася чергова глобальна хвиля норовірусної інфекції. У грудні 2007 року був зареєстрований спалах у заміському клубі на півночі Каліфорнії, де були інфіковані близько 80-100 осіб. Два нових варіанти GII.4 стали причиною близько 80 % цих асоційованих з вірусом Норуолк спалахів, які спричинили 2006a та 2006b. У звітах наголошується про зв'язок між групою крові та норовірусною інфекцією.
Науковці медичного факультету університету Вашингтона в Сент-Луїсі висловили думку про те, що білок  MDA-5 може бути первинним імунним сенсором, який виявляє наявність вірусів Норуолк в організмі. Деякі люди мають спільні варіації MDA-5-гена, що робить їх більш сприйнятливими до норовірусної інфекції.

## Структура вірусу
Геном вірусу Норуолк — це одноланцюгова (+)РНК розміром приблизно 7,5 тис. нуклеотидів, які містять 3 відкриті рамки зчитування, кодуючі неструктурний поліпептид, який зазнає автопротеолізу з утворенням  5 активних білків, головний структурний білок (VP1) у межах 58~60 кДа і  мінорний капсидний білок (VP2). При перегляді в електронному мікроскопі вірусні частки демонструють аморфну будову поверхні. Розмір вірусних часток — між 27—38 нм.